# Carlo & Irene: Life4You
Carlo & Irene: Life4You was een Nederlands televisieprogramma dat van 6 september 2009 t/m 31 mei 2015 op zondagmiddag werd uitgezonden door RTL 4. Het programma werd gepresenteerd door Carlo Boszhard en Irene Moors. Het was de opvolger van Life & Cooking. In totaal zijn er 240 afleveringen gemaakt. Samen met Life & Cooking zijn er in 15 jaar tijd in totaal 600 afleveringen gemaakt. Naar de laatste aflevering van het programma keken ruim 1,2 miljoen mensen.
In het programma kwamen diverse onderwerpen aan bod. Vaste onderdelen waren onder andere Sing It, talentbattle en Dagmar de balanscoach. Verder werden elke week nieuwtjes en roddels over bekende Nederlanders besproken. In seizoen 2 werden nieuwe onderdelen geïntroduceerd, zoals gezocht-gevonden en de zeurdeur.

## Terugkerende onderdelen
- De Doordraaishow: Een belspel waarbij de kijker zich kan aanmelden via de Life4You-site. Vervolgens wordt er live in de uitzending een kijker getrokken die, mits die thuis is én kan aantonen dat hij of zij daadwerkelijk naar Life4You aan het kijken is, de prijs kan winnen waar de pijl op landt in het prijzenrad. Ten slotte wordt er een televisievraag gesteld waarmee de kijker, mits de vraag correct beantwoord wordt, de prijs van het eerdergenoemde rad wint. Ook kiest de kijker een nummer, waarmee iemand uit het studiopubliek dezelfde prijs wint. Dit spel werd ook gespeeld in Life & Cooking en tevens in het voorlaatste en laatste seizoen van Telekids.
- Visite, visite: Iedere week staat er iemand voor een wit doek waardoorheen alleen zijn schaduw te zien is. Boszhard en Moors moeten binnen één minuut raden wie er achter staat door vragen te stellen waar de persoon alleen 'ja' of 'nee' op kan antwoorden.
- Gadgets: Boszhard en Moors tonen allerlei gadgets die ze op amusante wijze in het programma presenteren.
- Metamorfose: Iedere week kon iemand zich opgeven voor een metamorfose. Deelnemers krijgen de keuze uit drie kapsels. Zo worden ze geknipt en de metamorfose is te zien in de studio.
- Carolien op pad: Carolien van drogisterijketen Kruidvat gaat iedere week op pad om mensen in het zonnetje te zetten. De producten uit het filmpje kreeg het publiek meestal ook cadeau.
- De Dreigdouche: Dit onderdeel is afkomstig uit Telekids. Twee personen, meestal bekende Nederlanders, nemen het tegen elkaar op in deze Dreigdouche. Door hints van Moors kiezen de twee personen een van de twee douches uit. Er wordt op de knop gedrukt en uit een douche komt vieze smurrie, uit de andere confetti. De persoon die onder de douche staat met de smurrie wint de prijs: een Life4You-pakket met shampoo, handdoeken en diverse De TV Kantine artikelen.
- De Weggeefshow: De weggeefshows zijn afleveringen waarin veel cadeaus aan het publiek worden gegeven. Aan het einde van de show staat er een cadeau achter de deur voor het publiek. Dit onderdeel is overgenomen uit Life & Cooking.
- De gast van na Zessen: In het tweede blok kwam er een gast op visite die met een vriend/vriendin aanschuift bij Carlo en Irene.
- De Serenade aan het Nieuws: In seizoen 2014/2015 werden wekelijks enkele hoogtepunten uit het nieuws van de afgelopen week bezongen tijdens De Serenade aan Nieuws. Meestal werd dit gedaan door Barbara Straathof. Enkele malen was er een andere zanger of zangeres waaronder Do, Jill Helena, David Dam en Sjors van der Panne.

## Andere medewerkers
In alle afleveringen werd eten en/of drinken gemaakt door een kok. In de eerste drie seizoenen was de kok Rudolph van Veen. Hij maakte in aflevering 38 van seizoen 3 (op 13 mei 2012) bekend dat hij na de zomer ging stoppen als kok in het programma. Hij ging zich meer bezighouden met zijn zender 24Kitchen. Hij werd opgevolgd door Sandra Ysbrandy.
Joey Ferre verzorgde ook een seizoen Joey's Bar. Hierin verzorgde hij de gasten en deelde nieuwtjes over de sociale media. Hij werd na een seizoen uit de show geschrapt. Daarnaast kwamen er geregeld paragnosten langs in Life4You.